# Demján Oszkár
Demján Oszkár (Budapest, 1891. december 28. – Ukrajna, Sianki, 1914. szeptember 4.) magyar úszó, olimpikon, világcsúcstartó.
Részt vett a stockholmi 1912. évi nyári olimpiai játékokon. Két mellúszószámban indult. 200 méteres és 400 méteres mellúszásban. Érmet nem szerzett.
1910-ben új világcsúcsot állított fel 400 és 500 méteres mellúszásban
Az első világháború elején esett el a lengyel-ukrán határnál.